# 劉述 (劉宋)
刘述（4世纪？—477年），字彦思，彭城绥舆里（今江苏徐州）人。南朝宋宗室大臣，宋武帝弟弟刘道怜之孙，长沙成王刘义欣少子。
刘述才能庸劣，侄子刘俣病重，其父刘秉、母萧氏对着他哭，刘述前去探望，命左右取酒肉让刘俣吃，别人都不知道其意。他说：“礼云：有疾饮酒食肉。”刘述远亲有丧事，有人到他家问他而儿子的情况，他说：“所谓父子聚麀。”聚麀是父子和同一个女人发生性关系的意思。他想说俱忧，卻说成了聚麀。刘述开始担任东阳郡太守，升任为黄门侍郎。元徽五年（477年），刘述与从弟尚书令刘秉同谋，事情败露后，逃走白山，追擒被杀。